# Isabella Schmid
 (mai 2021).
Si vous disposez d'ouvrages ou d'articles de référence ou si vous connaissez des sites web de qualité traitant du thème abordé ici, merci de compléter l'article en donnant les références utiles à sa vérifiabilité et en les liant à la section « Notes et références ».
Pour les articles homonymes, voir Schmid.
Isabella Schmid est une actrice suisse née le 27 décembre 1970 à Zurich.

## Biographie
Isabella Schmid fait ses débuts sur scène dès son plus jeune âge. À 13 ans, elle commence sa formation dans une école de théâtre pour jeunes. De 1990 à 1994, elle apparaît dans plusieurs théâtres suisses, où elle joue notamment dans les pièces de théâtre Frankie et Johnny, Fool for love et Tagdäumer. En 1994, elle s'installe à Munich et joue dans plusieurs productions télévisuelles (dont Polizeiruf 110, Aus heiterem Himmel et Jurgericht). Elle est surtout connue pour son rôle de Lollo Fuchs dans la série Behind Bars - Der Frauenknast, dans laquelle elle commence en 1997.
Après deux ans dans le casting principal de la série,  son personnage meurt en 1999. Elle joue au théâtre et est vue dans plusieurs productions télévisuelles (deux ans aux côtés de Jochen Busse dans la série comique RTL Das Amt). Depuis 2003, Schmid est la voix de la station de radio zurichoise Energy Zürich. 
Après la mort de sa meilleure amie d'un cancer, elle fonde Cinema for Life en 2005 et passe six mois sur le projet Lichtblicke - des acteurs lisent pour les patients atteints de cancer. Les jours sans tournage, des acteurs comme Hannes Jaenicke, Jochen Busse, Ursela Monn, Gerit Kling, Leonard Lansink, Katy Karrenbauer, et elle visitent les hôpitaux et lisent des pièces de théâtre.
Elle est engagée dans Les Pucelles de Jean Genet, Servante de Deux Maîtres et On Call Murder, apparaît en Suisse et en Allemagne. En 2007, elle obtient le rôle de Valeria dans le film Geld oder Leben, qui sort en salles en 2008. De septembre 2010 à 2011, elle joue dans la nouvelle ZDF-Telenovela : Lena - Love of my Life ainsi que dans la série pour enfants et jeunes Best Friends, à la télévision suisse. Ses plus récents succès incluent le rôle de Mama Moll dans le film Papa Moll et l'enlèvement du chien volant, et dans le drame Die Läusemutter en tant que mère Ursula Bosch.

## Théâtre
- 1990 : Les femmes de chambre Kammerspiele Seeb
- 1991-2001 : Moon Over Buffalo Neue Schaubühne Munich
- 1992 : Hôtel Happy End Bernhard-Theatre
- 1993 : Hôtel Happy End Bernhard-Theatre
- 1994 : Théâtre Sexy Seeb Bernhard
- 1994-2003 : Quand j'appelle Mord Sommertheater Winterthur
- 1995-1996 : Atelier-Théâtre de Berne
- 1995-1996 : Frankie et Johnny Kammerspiele Seeb
- 1999 : Kammerspiele Seeb
- 2002 : Le Milk Knight Theatre sur le Kö
- 2002-2005 : tournée en Allemagne
- 2003 : Théâtre criminel de Berlin Berlin
- 2004 : Le carrousel des meurtriers du Théâtre criminel de Berlin
- 2005 : Une fille qui tombe amoureuse de la comédie sur le marché de la vieille ville
- 2005 : Le Gelder Sommertheater Winterthur se précipite pour toujours
- 2005-2006 : La chouette et le chaton comédie sur le marché de la vieille ville
- 2006-2007 : La chouette et le chaton Kammerspiele Seeb
- 2007 : Frauen Kunsthaus Zurich de Picasso
- 2007 : Theatre am Dom, Cologne
- 2007 : Le bien-aimé Feiglling Theatre am Dom
- 2007 : Tarif Moonlight Neues Theatre (Hanovre)
- 2007 : Festival Tartuffe à Heppenheim
- 2008 : Comédie On Call Murder sur le marché de la vieille ville
- 2009 : New Theatre Hanovre Moonlight Tarif
- 2009 : Tarif Moonlight Kammerspiele Seeb
- 2010 : Tarif Moonlight Kammerspiele Seeb
- 2010 : Visite de la société Landgraf Quand j'appelle meurtre
- 2012 : tarif Moonlight Theater am Hechtplatz
- 2014 : Le Théâtre de la Vérité au Käfigturm
- 2014 : Nobody`s Perfect Comedy Düsseldorf
- 2014 : Quand j'ai appelé Mord / Schlosstheater Neuwied
- 2015 : Venise dans la neige Contra-Kreis-Theatre
- 2016 : Venise dans la neige Contra-Kreis-Theatre
- 2016 : Tarif Moonlight Theater am Käfigturm
- 2016 : Up and Away Comedy Francfort
- 2017 : Le dîner d'adieu au Casinotheater Winterthur
- 2020 : Le rein Casinotheater Winterthur

## Filmographie

### Cinéma
- 1996 : Die Hochzeit
- 1999-2000 : Exklusiv
- 2002 : In my dreams
- 2002 : Endlich
- 2007 : Geld oder Leben
- 2007 : Montag
- 2009 : The Magic Rain
- 2011 : Fliegende Fische müssen ins Meer
- 2011 : Die Realitätstheorie der Liebe
- 2012 : Von der Müdigkeits des Glücks
- 2013 : Alpträume

### Télévision
- 2001 : Balko
- 2001–2003 : Das Amt
- 2001 : SOKO 5113
- 2001 : Zwei Profis
- 2002 : Endlich - Kino
- 2002–2015 : Die Rosenheim-Cops
- 2002 : Das Amt
- 2002 : Die Sitte
- 2002 : In my dreams
- 2003 : Trautes Heim
- 2003 : Broti & Pacek
- 2003 : Der Mann für den Dreizehnten
- 2003 : Küstenwache
- 2003 : Das Amt
- 2004 : Papa ist der Boss
- 2005 : Schloss Einstein
- 2005 : In aller Freundschaft
- 2006 : Schöni Uussichte
- 2006 : Schloss Einstein
- 2009 : Tauben auf dem Dach
- 2010 : Best Friends
- 2010–2011 : Lena – Liebe meines Lebens (165 Folgen)
- 2011 : Die Rosenheim-Cops TV-Serie
- 2011 : Best Friends (Schulsoap) : HR
- 2012 : Lieber ein Ende mit Schrecken
- 2012 : Hinter Gittern – Das große Wiedersehen
- 2014 : Die Rosenheim-Cops
- 2015 : Die Patin
- 2015 : Verdacht
- 2016 : Die Rosenheim-Cops
- 2017 : Papa Moll und die Entführung des fliegenden Hundes : Mama Moll
- 2017 : Die Rosenheim-Cops
- 2017 : Das Leben ist kein Erdbeertörtchen
- 2018 : Der Bestatter
- 2018 : Familie Dr. Kleist – Fünf vor Zwölf
- 2018 : Die Läusemutter (Hauptrolle Ursula Bosch)
- 2019 : Die Läusemutter (Hauptrolle Ursula Bosch)
- 2021 : Heldt – Das Karma kein Zufall sein